# Turłatowo (przystanek kolejowy)
Turłatowo (ros. Турлатово) – przystanek kolejowy w miejscowości Turłatowo, w rejonie riazańskim, w obwodzie riazańskim, w Rosji. Położony jest na linii Moskwa – Riazań – Samara.